# Gittersee
Gittersee est un quartier de la capitale saxonne Dresde, en Allemagne. 
Avec Coschütz, Gitterse forme le district statistique de Coschütz/Gittersee dans la zone d'échange local de Plauen. 
Gittersee est surtout connu pour l'extraction d'uranium qui s'y est déroulée.